# Ludwig Schwartz
Ludwig Schwartz (* 1785 in Bocholt; † 1864 ebenda) war ein deutscher Textilfabrikant. 

## Leben
Ludwig Schwartz entstammt einer erfolgreichen Bocholter Industriellenfamilie. Sein Vater Bernhard Schwartz (1754–1826) und sein Onkel Roetger Gerhard Schwartz hatten am 21. Februar 1774 gemeinsam eine Textilfabrik gegründet, die Ludwigs Vater ab 1784 in alleiniger Verantwortung leitete. Nach dessen Tod erweiterte Ludwig die Firma. So erwarb er das Gut Haus Woord und umliegenden Grundbesitz, um dort ab 1857 mehrere dampfbetriebene Webereien und Spinnereien zu erbauen. Die nötigen Kenntnisse und Maschinen hatte er auf einer Englandreise erworben. Bereits im Jahr 1855 wurde Ludwig Schwartz der Ehrentitel Kommerzienrat verliehen.

## Weitere Firmengeschichte
Nach seinem Tode 1864 leitete seine Witwe Theodora Schwartz die Firma und vererbte sie 1869 an ihre Söhne August (1820–1883), Werner (1830–1915), Peter (1834–1904) und Gottfried (1838–1870).
1971 stellte die Firma Schwartz ihren Betrieb ein. In Bocholt verläuft heute die Schwartzstraße über ehemaliges Firmengelände und erinnert an eine der lokalen Textil-Dynastien. Die Geschichte der Bocholter Textilindustrie dokumentiert das Textilmuseum Bocholt.